# المنصور محمد بن علي
المنصور محمد بن علي (ولد في 1441 - توفي في 4 مارس 1505) إمام الدولة الزيدية في اليمن من 1475 إلى 1504.

## الشقاق الزيدي
المنصور محمد بن علي كان واحدا من ثلاثة ادعوا الإمامة بعد وفاة الإمام المطهر بن محمد في ذمار في 1474. كان سليل الجيل السابع من الإمام يحيى بن محمد السراجي (توفي 1296). اتخذ لقب المنصور محمد. كان الاثنان الآخران المطالبان بالإمامة هما عز الدين بن الحسن (توفي في 1495) والناصر محمد بن يوسف (توفي 1488). ظهر مدعي بالإمامة رابع وهو المؤيد محمد بن المنصور الناصر الذي يعرف باسم صاحب صنعاء منذ 1464. وبالتالي كان المنصور محمد واحدة ضمن العديد من القادة في الدولة الزيدية في شمال اليمن. في هذا الوقت سيطرت الدولة الطاهرية السنية من زبيد وتعز على جنوب اليمن. لم يحاول سلاطين الدولة الطاهرية توسيع دولتهم نحو الشمال بعد 1465 وعلاقاتهم بالأئمة الزيديين تأرجحت بين التسامح والعداء. في الدولة الزيدية كان المؤيد محمد يسيطر على صنعاء والمناطق المحيطة بها بينما يسيطر على منطقة كوكبان أبناء المطهر بن محمد بينما قسمت صعدة وأحيائها بين المنصور محمد واثنين آخرين.

## الهزائم من الطاهريين
هاجم المنصور محمد الدولة الطاهرية بين ذمار وصنعاء في عامي 1496 و1498. بعد وفاة المؤيد محمد بن الناصر في عام 1503 سيطر على صنعاء. في العام التالي هاجم السلطان الطاهري أمير المدينة. سارع المنصور لتعزيز دفاعات صنعاء لكنها سقطت في أيدي السلطان أمير. دخل الطاهريون صنعاء وبدأ عهد الإرهاب. تم تسميم الإمام المأسور في السجن في صنعاء بعد ثلاثة أشهر. كان انتصار الطاهريين مؤقت فقط. بعد عامين استمرت الدولة الزيدية في شخص يحيى شرف الدين الذي تمكن من توحيد أجزاء كبيرة من اليمن تحت سلطته.